# Albin 30
Albin 30 var en 30-fots dubbelruffad motorbåt som tillverkades av Albin Marin 1975 till 1979. Skrov och överbyggnad var av glasfiberarmerad plast och rufftak och däck i sandwichkonstruktion. Motorn var en Perkins dieselmotor på 115 hästkrafter. Albin 30 var "storasyster" till Albin 25 och tillverkades i drygt 100 exemplar. Under 1980-talet tillverkades några båtar av Skärhamns Båtcentrum under namnet Pollux 3000.